# 偷拍

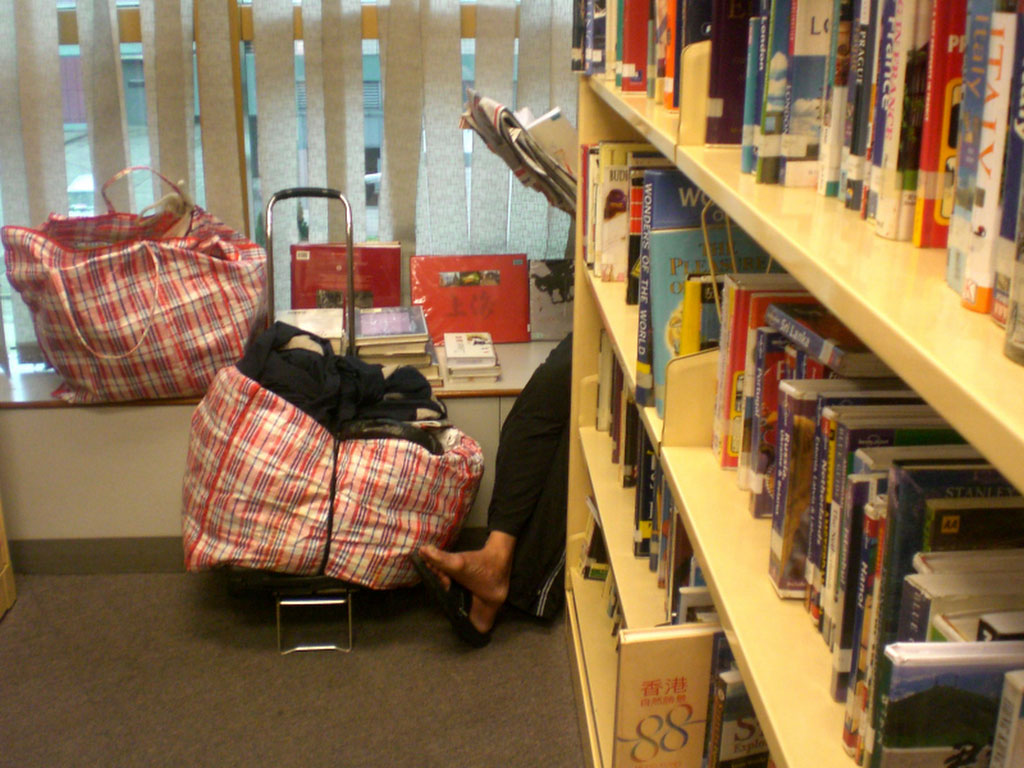
偷拍是未問准先拍攝的影像，往往可以拍摄到被摄人物自然而然的状态

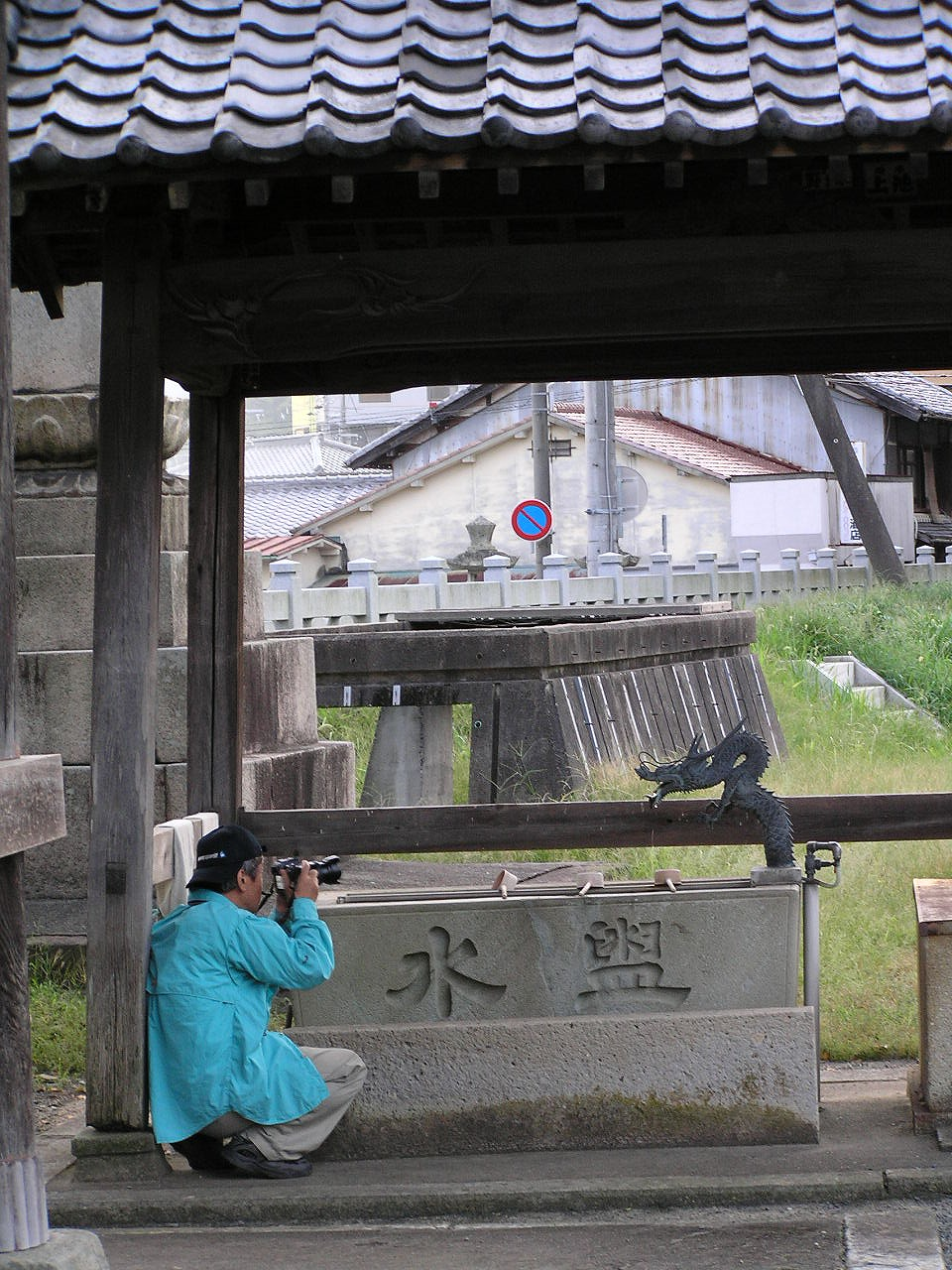
偷拍的男人

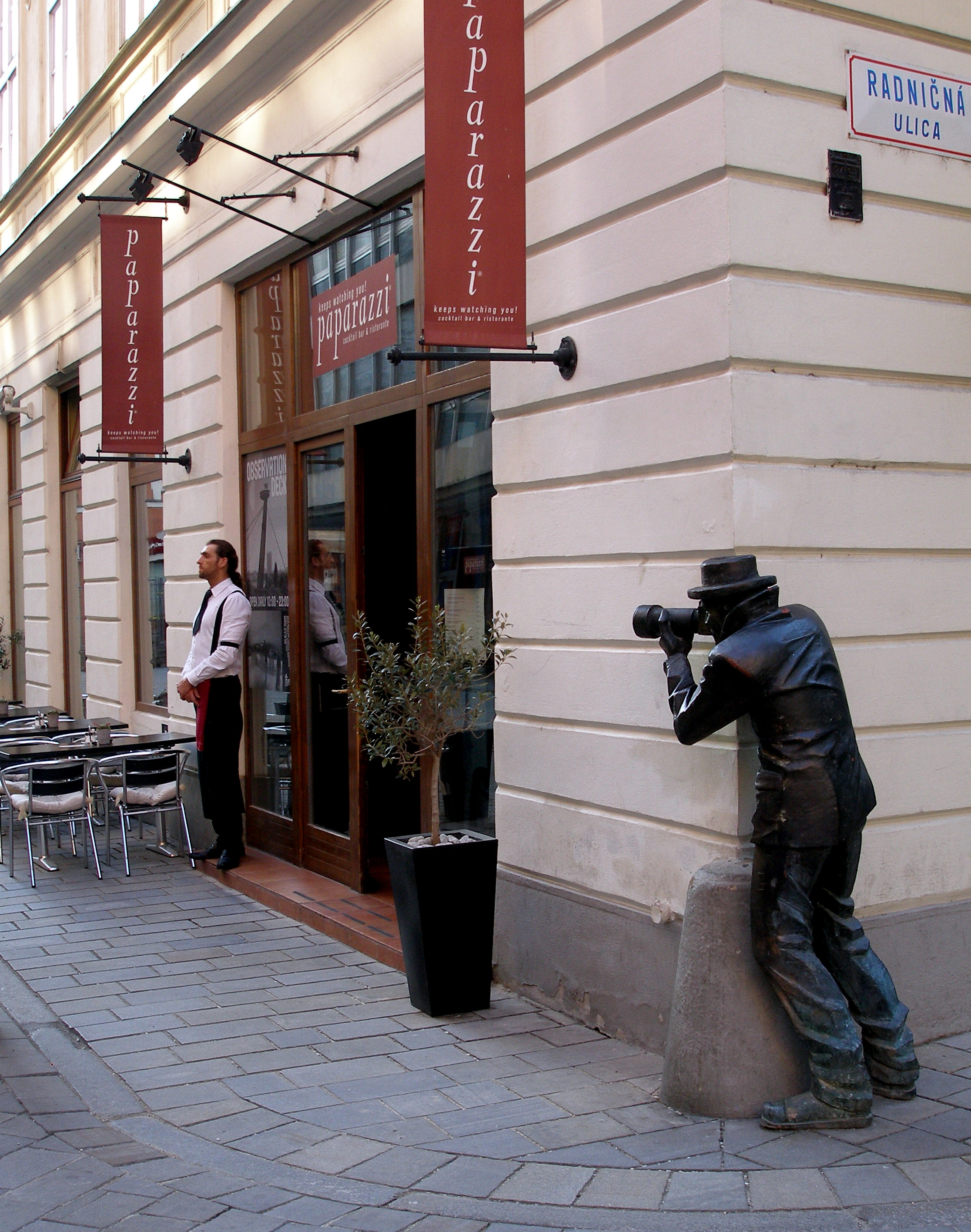
在街角的偷拍(雕像)

偷拍，亦称秘密拍攝（英語：secret photography），是指利用攝影器材在當事人不允許的情況下拍攝身體隱私部位或非公開之活動、言論、談話等。用于新闻和记者进行新闻调查和暗访的偷拍也有称为非正常拍摄。
性偷拍在世界各国属于重大刑事犯罪。性偷拍者又稱為攝狼。

## 针对普通人的偷拍
現代攝影器材先進新穎，例如利用間諜技術器材則使到偷拍變得更加容易，在一些色情網站上經常有「密室偷拍」的影片流傳。另外，使用望遠鏡、極長筒遠攝相機、攝錄機、附有拍攝功能的手提電話或者移動電子設備等拍攝或者攝錄當事人（包括演藝、名人及普通人等）的生活片段，亦稱偷拍，有法官認為，作品是否具有原創性，在所不問，但是不被大多數學者接受。
對於偷拍裙底春光的人，犯罪心理學专家指出，他們多為出於好奇，為了尋求刺激而偷拍。有总结偷拍者的动机为三点：满足个人私欲、敲诈勒索、传播售卖。
在香港，公共交通工具上的偷拍行為備受關注。香港警務處表示，在2011年，港鐵範圍內共發生了78宗偷拍裙底案件。由於一些偷拍案件在非常隱蔽的情況下發生，並且只有偷拍者一人單獨進行而當事人對被偷拍為毫不知情，故此上述這些數字純粹「冰山一角」。年齡最小的偷拍裙底春光疑犯更只有11歲；而女性在被偷拍後不敢於主動求助，羞於啟齒，更是間接助長歪風，使到偷拍行為變得愈來愈猖獗。另一方面，由于法律处罚偏低，甚至没有处罚，致使偷拍行为泛滥。如《美国之音》、2023年相关报道提及，在中国大陆偷拍者受到的处罚，“有时候仅仅是警察口头警告几句，有时候则什么后果都不会有”。涉嫌猥亵女性的偷拍视频则可能因偷拍者不曝光面容，很难辨识具体受害者，造成定案困难。
其他不同場所的事件：
- 2006年8月25日，香港《太陽報》報道，位於泰國曼谷旅遊熱點暹羅廣場的星巴克咖啡店被揭發安裝有針孔攝錄機偷拍女性如廁[8]，泰國警察強調將會徹查事件。
- 2010年12月27日，台灣餐飲連鎖店驚傳店長藉口清掃廁所，以手機偷拍女客如廁。[9]
- 2018年9月至11月21日期间，原中国音乐学院2017级博士研究生国曜麟通过提供偷拍用手机壳、女生姓名、照片等方式，要求2018级硕士研究生林某到学校女浴室拍摄女生洗澡视频，偷拍视频数量为数十段，并分享给国曜麟。后中国音乐学院对国曜麟作出开除学籍处分决定。[10][11][12]
- 2023年6月初，英国媒体BBC拍摄、与中国偷拍产业链相关的视频《贩卖性暴力：揭露性侵影片网站的幕后主谋》引起中国网络舆论关注。随后被压制。同时，中国网络舆论对“偷拍”的关注，被转移至女性误指男性偷拍的“广州地铁‘偷拍’事件”[4]。

### 類戲劇主題
一些日本成人影片制造商的產品標明（偷拍、盜攝）的主題，但必須演出的人員也是經紀公司提供，否則即已構成觸犯刑事罪行。

## 名人隱私

### 传播媒体的濫用
2006年8月22日，《壹本便利》刊登了香港女子組合Twins成員鍾欣桐在馬來西亞舉行演唱會期間在後台更衣的照片，懷疑被事先安裝的針孔攝影機偷拍。英皇娛樂集團有限公司聲言將採取法律行動聲討。截至8月底，影視及娛樂事務管理處已收到近2000宗投訴。
2012年3月在香港有一個法庭案例，娛樂雜誌《忽然1周》及《FACE周刊》以公眾利益之名，偷拍藝人裸照。而個人資料私隱專員公署裁定壹傳媒侵犯个人隐私。私隱專員認為，偷拍「花邊新聞」不涉「公眾利益」。

## 宣傳模特的拍攝
有一個不當拍攝的案例發生在2012年，事发地摆放有作為宣傳模特兒或裝置藝術供人觀賞或合照的動漫人物角色（約12歲、金髮、大眼的女孩）的等身模型，一旁標語寫著「請勿觸摸」，但一位動漫狂熱份子將模型的裙子掀起來，再跪下來近距離拍攝裙下風光。

## 偵測
若攝像機有紅外線照明，普通手機很容易偵測得到。

## 非人物摄影
- 商业秘密
- 国家机密
- 軍事間諜